# Tullio De Piscopo - Live
Tullio De Piscopo - live è un album di Tullio De Piscopo, pubblicato nel 1981.

## Tracce
Lato A
1. Riedificazione / Neptune – 7:56
2. What's new – 5:40
3. The waltz – 6:55

Durata totale: 20:31
Lato B
1. 63rd street blues – 9:15
2. Drum contest – 4:40
3. Tin tin deo – 7:45

Durata totale: 21:40